# جورج رضوان
جورج رضوان سياسي ودكتور في الحقوق الدولية سوري. سمي  وزيراً للسياحة في حكومة عبد الرؤوف الكسم الأولى التي تشكلت في الرابع عشر من كانون الثاني عام 1980 واستمرفي الحكومة حتى ٣ كانون الأول ١٩٨١.